# Friederike Zaisberger
Friederike Zaisberger (* 24. September 1940 in Salzburg; gestorben 20. Oktober 2019) war eine österreichische Historikerin und Landesarchivdirektorin.

## Leben
Friederike Zaisberger studierte an der Universität Wien Altphilologie und Geschichte und legte danach die Staatsprüfung am Institut für österreichische Geschichtsforschung ab. Dann war Zaisberger freie Mitarbeiterin der Österreichischen Akademie der Wissenschaften und Stipendiatin am Österreichischen Kulturinstitut in Rom. Sie wurde 1964 an der Universität Wien bei Erich Zöllner mit einer Dissertation über die spätmittelalterlichen Salzburger Erzbischöfe Bernhard von Rohr und Johann Beckenschlager promoviert. Ab 1965 arbeitete sie im Salzburger Landesarchiv, welches sie von 1981 bis 1997 als Direktorin leitete.
Im Jahr 1992 wurde Zaisberger zum Hofrat befördert. Zaisberger, die der Gesellschaft für Salzburger Landeskunde seit 1961 angehört, war von 1983 bis 1994 stellvertretendes Vorstandsmitglied und von 1995 bis 1996 Vorstand der Gesellschaft. Seit 1981 arbeitete sie mit der Weltenburger Akademie zusammen und war seit 1995 Mitglied im Wissenschaftlichen Rat der Weltenburger Akademie. Seit 1996 war sie korrespondierendes Mitglied der Accademia Roveretana degli Agiati.

## Schriften
- Bernhard von Rohr und Johann Beckenschlager, Erzbischof von Gran, zwei Salzburger Kirchenfürsten in der zweiten Hälfte des 15. Jahrhunderts. Phil. Diss. (masch.) Wien 1963.
- Johann Hesel (= Archiv für österreichische Geschichte. Bd. 128, 2). Böhlau, Wien u. a. 1971, ISBN 3-205-04407-X.
- mit Walter Schlegel: Pongau, Pinzgau, Lungau (= Burgen und Schlösser in Salzburg. Bd. 1). Birken-Verlag, Wien 1978, ISBN 3-85030-037-4.
- Reformation, Emigration, Protestanten in Salzburg. Ausstellung, 21. Mai – 26. Oktober 1981, Schloss Goldegg, Pongau, Land Salzburg. Amt der Salzburger Landesregierung – Kulturabteilung, Salzburg 1981.
- mit Erich Urbanek: Golling und seine Burg. Burgfried-Verlag, Hallein 1984, ISBN 3-85388-026-6.
- mit Nikolaus Pfeiffer: Salzburger Gemeindewappen (= Schriftenreihe des Salzburger Landesarchivs. Nr. 3). Unter Mitarbeit von Jacqueline Schiff. Winter, Salzburg 1985, ISBN 3-85380-048-3.
- als Herausgeberin mit Otto Kresten (Hrsg.): Österreich und der Vatikan. Eine fast tausendjährige Geschichte aus Dokumenten des Archivs, der Bibliothek und der Museen des Vatikans. Katalog, Rom, Biblioteca Vaticana, Salone Sistino, 9. November 1986 – 26. April 1987. Becvar, Wien 1986, ISBN 3-900538-05-0.
- als Herausgeberin: Katalog zur Ausstellung Salzburg im Bild Gedruckter Karten 1551–1988 (= Schriftenreihe des Salzburger Landesarchivs. Nr. 6, ZDB-ID 1196355-4). Ausstellung im Salzburger Landesarchiv 4. Okt. – 28. Okt. 1988. Salzburger Landesarchiv, Salzburg 1988.
- als Herausgeberin: Das Landt vnd Ertzstifft Saltzburg. Die 1. gedruckte Landkarte Salzburgs. Ein Gemeinschaftswerk von Marx Setznagel, Christoph Jordan und Hans Baumann (= Schriftenreihe des Salzburger Landesarchivs. Nr. 5 = Mitteilungen der Gesellschaft für Salzburger Landeskunde. Ergänzungsband 12). Gesellschaft für Salzburger Landeskunde, Salzburg 1988.
- mit Fritz Koller: Die alte Stadt im Gebirge. 700 Jahre Stadt Radstadt. Stadtgemeinde Radstadt, Radstadt 1989.
- mit Walter Schlegel: Flachgau und Tennengau (= Burgen und Schlösser in Salzburg. Bd. 2). Birken-Verlag, Wien 1992, ISBN 3-85326-957-5.
- mit Fritz Hörmann: Salzburgs Schützen und Bürgergarden. Landesverteidigung und Brauchtum. Landesverband Salzburger Volkskultur und Landesverband der Salzburger Schützen, Salzburg 1996.
- Geschichte Salzburgs (= Geschichte der österreichischen Bundesländer). Verlag für Geschichte und Politik, Wien 1998, ISBN 3-7028-0354-8 (auch: Oldenbourg, München 1998, ISBN 3-486-56351-3).
- als Herausgeberin mit Reinhard R. Heinisch: Leben über den Tod hinaus ... Prominente im Salzburger Kommunalfriedhof (= Mitteilungen der Gesellschaft für Salzburger Landeskunde. Ergänzungsband 23, ZDB-ID 507477-0). Unter Mitarbeit von Johann Baumgartner und Guido Müller. Gesellschaft für Salzburger Landeskunde, Salzburg 2006.
- als Herausgeberin: Der Russlandfeldzug 1812 und der Salzachkreis –  Nachlese 1800–1815. Schicksale im Krieg und daheim (= Schriftenreihe des Salzburger Landesarchivs 20), Salzburg 2013, ISBN 978-3-9503422-2-2 / 3-9503422-2-2.